# 紀元前184年
紀元前184年（きげんぜん184ねん）は、ローマ暦の年である。ローマ建国紀元570年、プブリウス・クラウディウス・プルケルとルキウス・ポルキウス・リキヌスの年。

## 他の紀年法
- 干支 : 丁巳
- 日本
  - 孝元天皇31年
  - 皇紀477年
- 中国
  - 前漢 : 高后4年
- 朝鮮
  - 檀紀2150年
- 仏滅紀元 : 361年
- ユダヤ暦 : 3577年 - 3578年

## できごと

### 共和政ローマ
- マルクス・ポルキウス・カト・ケンソリウス、ルキウス・ウァレリウス・フラックスがケンソルに選ばれ、ルキウス・クィンクティウス・フラミニヌスやスキピオ・アシアティクスを処分した[1]。
- スキピオ・アフリカヌスやスキピオ・アシアティクスに対する追及が行われ、それに対し護民官ティベリウス・センプロニウス・グラックス・マイヨルが拒否権を行使した[2]。
- マケドニア王国の王ピリッポス5世の動向を探るため、アッピウス・クラウディウス・プルケルを長とする使節団がマケドニア王国とギリシアに送られた[3]。
- ポテンティア（ポテンツァ近郊）とピサウルムへの植民が行われた[4]。
- 既知の最古のバシリカであるBasilica Porciaがカトにより作られ、ローマで完成された。この建物はローマ市民によって、商取引や法的問題の処理のために使われた。

## 死去
- プラウトゥス:ローマの喜劇作家（紀元前254年生）
- 少帝:前漢の皇帝